# نورث امریکن ایکس‌بی-۲۸ دراگون
نورث امریکن ایکس‌بی-۲۸ دراگون (به انگلیسی: North American XB-28 Dragon) یک هواپیمای ساختِ کارخانهٔ نورث امریکن اوییشن در کشور ایالات متحده آمریکا است. نخستین استفاده‌کنندهٔ این هواپیما ارتش ایالات متحده آمریکا بوده‌است. این هواپیما برای نخستین بار در ۲۶ آوریل ۱۹۴۲ میلادی مورد استفاده قرار گرفت.